# ファージング

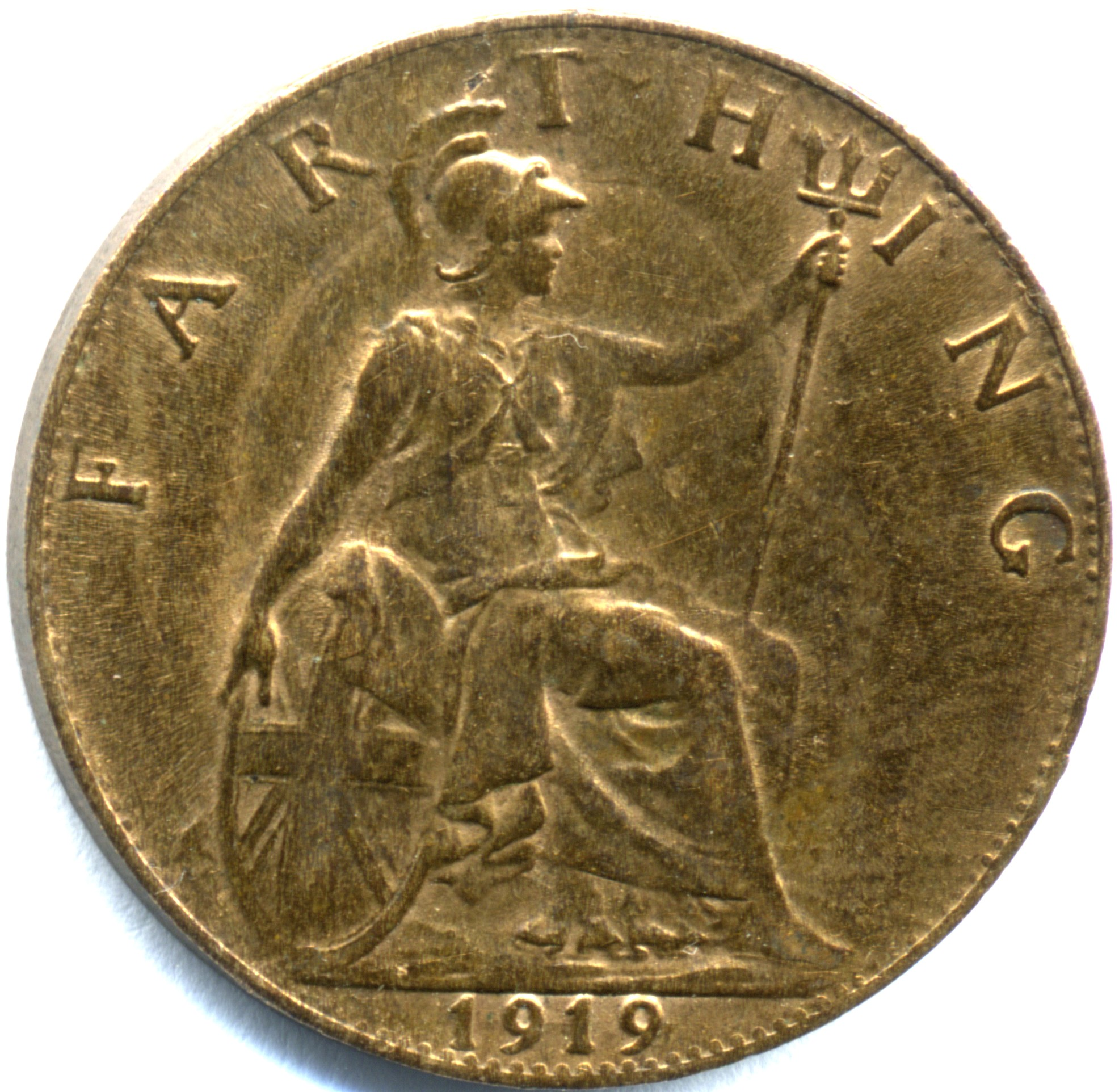
1895年から1936年の間に用いられたブリタニアを描いた古いタイプの表面

イギリスのファージング(¼d、Farthing)硬貨とは、当時の換算で1ペニーの4分の1、あるいは1ポンドの960分の1に相当する通貨単位である。名前は"fourthing"に由来する。はじめは青銅で鋳造されたが後には銅で鋳造された。ファージングは、ヴィクトリア、エドワード7世、ジョージ5世、エドワード8世、ジョージ6世、エリザベス2世の、6代の在位にわたって使用されていたが、1960年に公的な通貨ではなくなった。流通していた100年の間に、硬貨の裏のデザインとして2つのデザインが存在していた。1860年から1936年まではブリタニアのデザインだったが、1937年以降はミソサザイのデザインであった。他のすべてのイギリス硬貨と同様に、表には君主が彫られていた。
1971年の十進法の日以前は1ポンドは240ペンスであり、1ペニーは4ファージングであった。1シリングは12ペンスであり、1ポンドは20シリングであった。1ポンド以下の価値は普通シリングとペンスによって表された。例えば、3シリングと6ペンス(3/6)と表され、"three and six"または"three and sixpense"と発音された。1シリング以下の価値は単純にペンスを用いて表され、例えば8dと表され、"eightpence"と発音された。ファージングを用いて書かれた値段は(19/11¼)などと書かれ、"nineteen and elevenpence farthing"などと発音された。

## デザイン

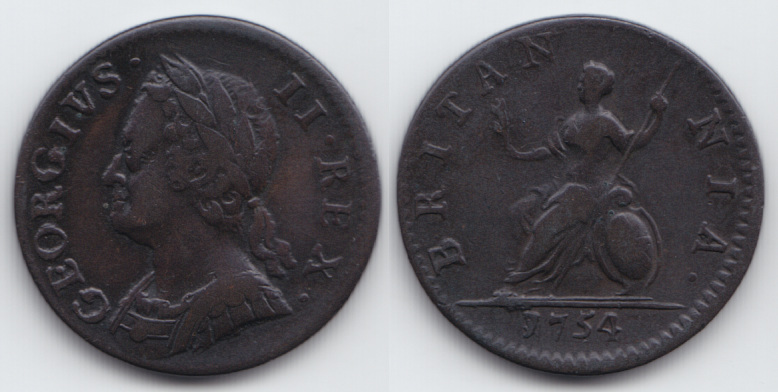
イギリス、1754年-ファージング、ジョージ2世

最初の硬貨の裏面は、レオナルド・チャールズ・ワイオンによってデザインされ、トライデントを持ったブリタニアが、上部にFARTHINGの文字とともに描かれていた。1895年以前のものにはブリタニアの左に灯台、右側に船が描かれていた。ブリタニアの周りに描かれる海水面には様々なわずかな修正が施されてきた。ブリタニアの持つトライデントの角度もまた何年にもわたり修正された。硬貨の側面が鋸歯状のものや、玉縁状のものも存在した。

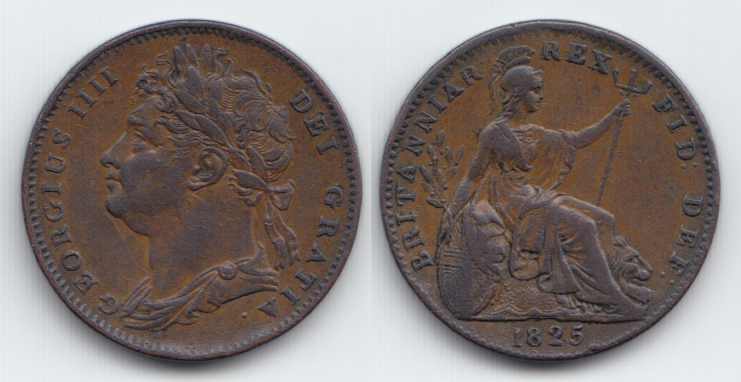
イギリス、1825年-ファーシング、ジョージ4世

流通している間、7つの異なる表面が使われた。エドワード7世、ジョージ5世、ジョージ6世、エリザベス2世の各在位に流通していたファージングの各君主のデザインはただ一つであった。ヴィクトリア女王は在位が長かったために、在位の間に異なる二つのデザインが使われた。エドワード8世は在位が短かったため、彼の肖像の彫られたファージングは発行されなかった。
初め、ファージングはヴィクトリア女王のいわゆる「バンヘッド」(シニヨン、おだんごヘア)あるいは「ドレイプドバスト」(布を羽織った胸像)が表面に彫られて発行された。胸像の周りにはVICTORIA D G BRITT REG F D (省略されたラテン語:神の庇護を受けしヴィクトリア ブリタニアの女王 信仰の擁護者)と書かれていた。これは1985年に「オールドヘッド」(老年像)あるいは「ベイルドバスト」(ベールで覆われた胸像)に置き換わった。これらの硬貨にはVICTORIA DEI GRA BRITT REGINA FID DEF IND IMP (神の庇護を受けしヴィクトリア ブリタニアの女王 信仰の擁護者 インドの女帝)と書かれていた。

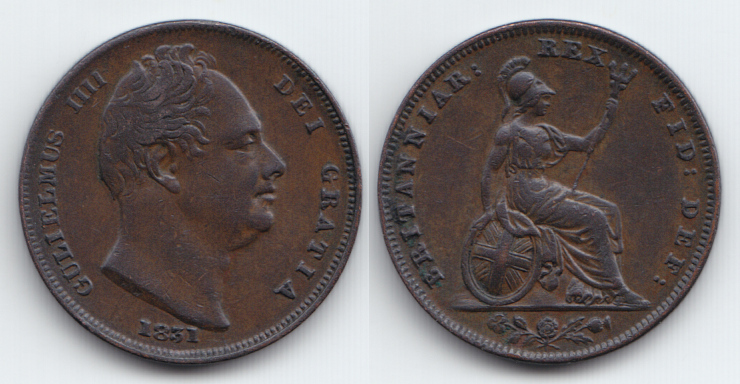
イギリス、1831年-ファージング、ウィリアム4世

エドワード7世の在位に発行されたファージングには彼の肖像が施されており、EDWARDVS VII DEI GRA BRITT OMN REX FID DEF IND IMP (神の庇護を受けしエドワード7世 ブリタニア全土の王 信仰の擁護者 インドの帝王)と書かれていた。同様に、ジョージ5世の在位に発行されたファージングにも彼の肖像が施されており、GEORGIVS V DEI GRA BRITT OMN REX FID DEF IND IMP (神の庇護を受けしジョージ5世 ブリタニア全土の王 信仰の擁護者 インドの帝王)と書かれていた。
エドワード8世のファージングは1937年のものは見つかっているが、専門的にはこれはパターンコインである。これは正式な硬貨となるための公式な承認が出る予定であった時期に、エドワード8世が退位してしまったためである。表面にはエドワード8世の、顔の左側面が正面を向いた肖像が施されている（エドワード8世はこちら向きの横顔のほうが良いと考えたというわけだが、結果的に君主の硬貨における顔の向きの選択肢の伝統を壊してしまった — これが彼の治世に悪運をもたらしたのではと見る人もいる)。表面にはEDWARDVS VIII D G BR OMN REX F D IND IMP (神の庇護を受けしエドワード8世 ブリタニア全土の王 信仰の擁護者 インドの帝王)と書かれている。
エドワード8世のパターンコインと、ジョージ6世とエリザベス2世のファージングの裏面には、ブリタニアの中で最も小さい鳥の一種であるミソサザイが新しくデザインされていた。
ジョージ6世が1949年以前に発行した硬貨には、GEORGIVS VI D G BR OMN REX F D IND IMP (神に庇護されしジョージ6世　ブリタニア全土の王 信仰の擁護者 インドの帝王)と書かれていた。また、それ以降のものにはGEORGIVS VI D G BR OMN REX FIDEI DEF (神に庇護されしジョージ6世 ブリタニア全土の王 信仰の擁護者)と書かれていた。 エリザベス2世の治世では、ペニー硬貨とは違ってファージング硬貨には、その初期の間は1953年まではELIZABETH II DEI GRA BRITT OMN REGINA F D (神の庇護を受けしエリザベス2世 ブリタニア全土の女王 信仰の擁護者)と、それ以降ではELIZABETH II DEI GRATIA REGINA F D (神の庇護を受けしエリザベス2世 女王 信仰の擁護者)と書かれていた。
表面のデザイン

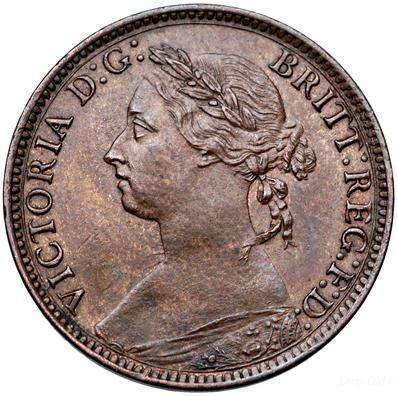
ヴィクトリア (旧)
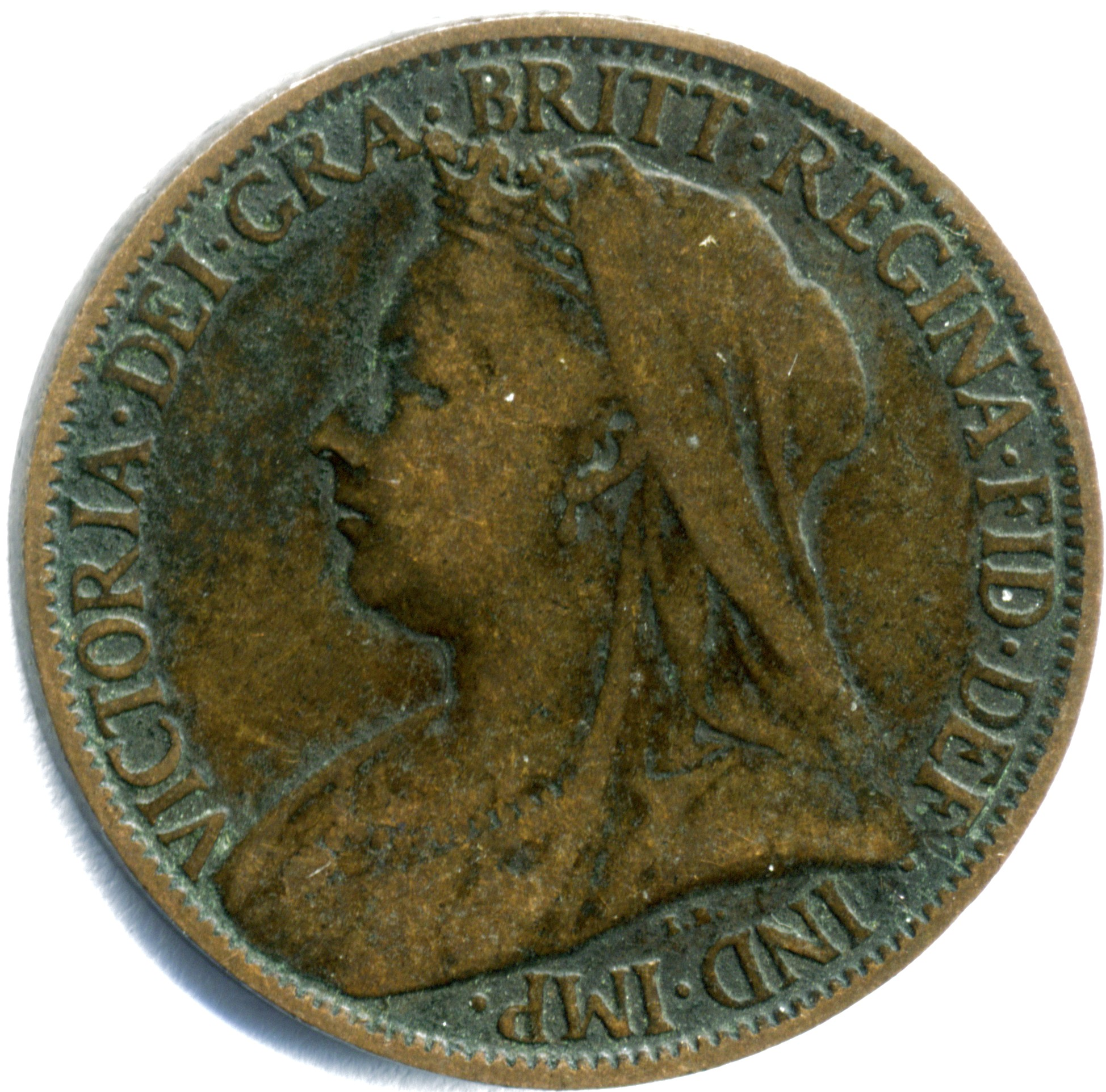
ヴィクトリア (新)
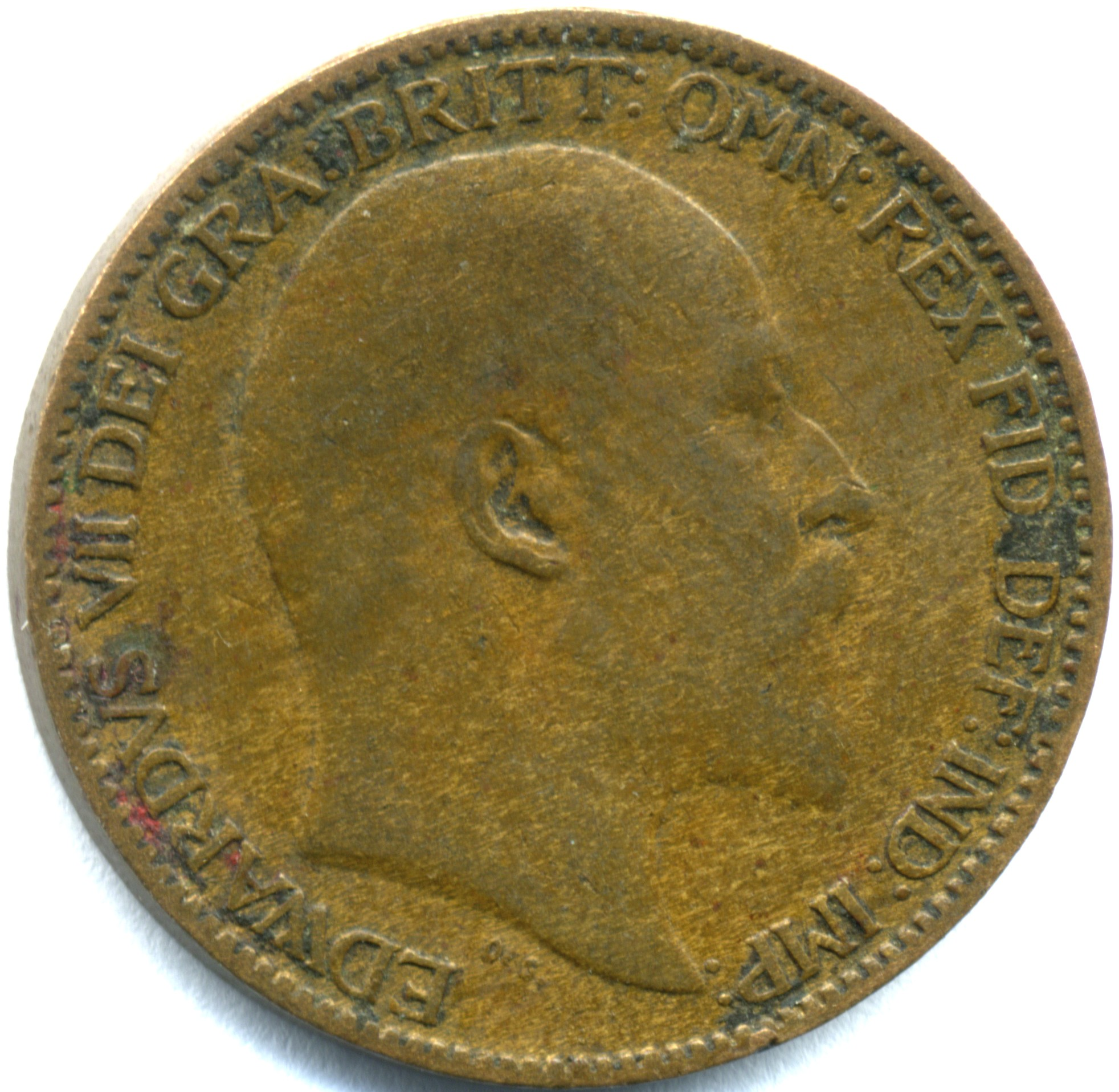
エドワード7世
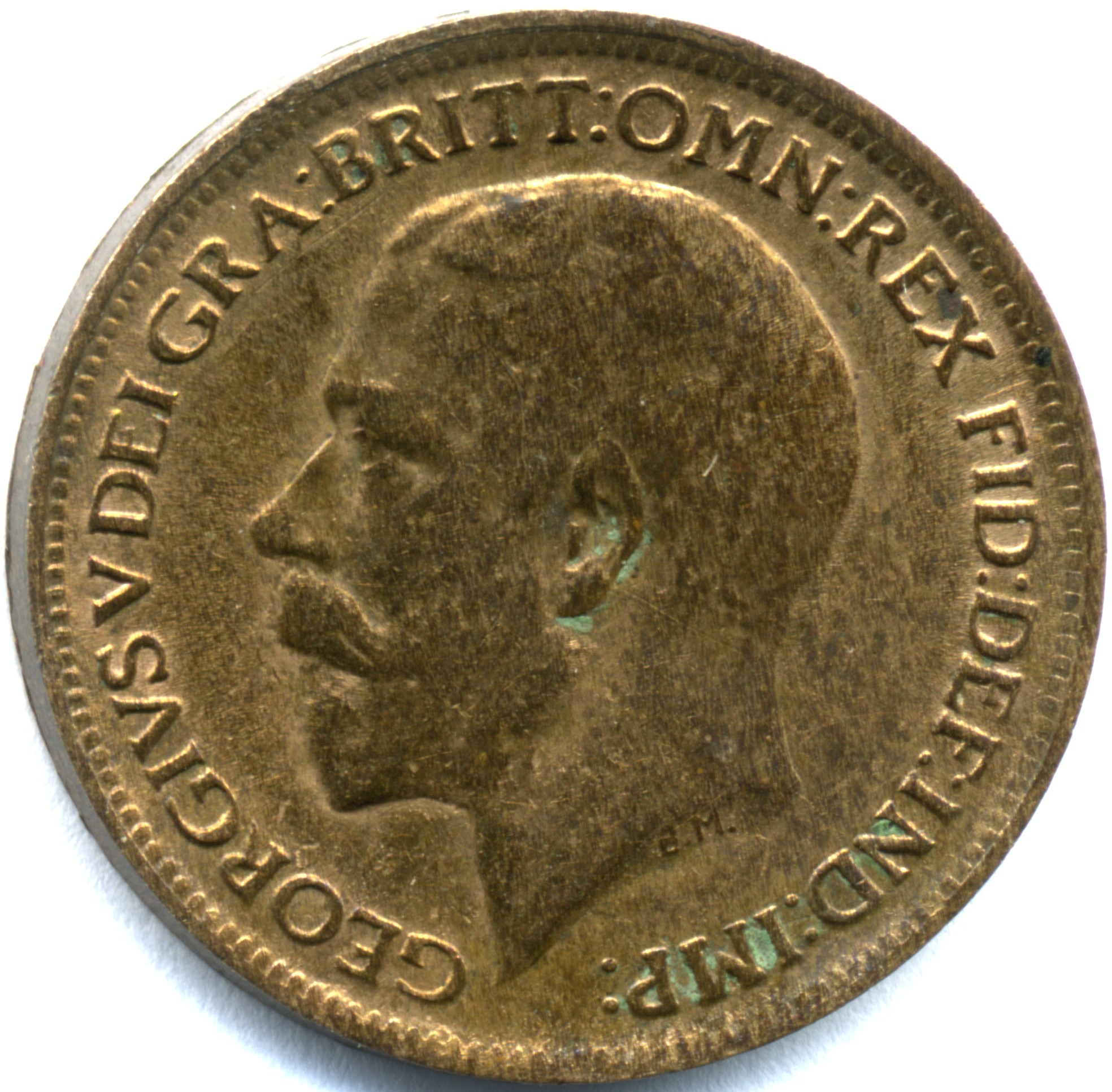
ジョージ5世
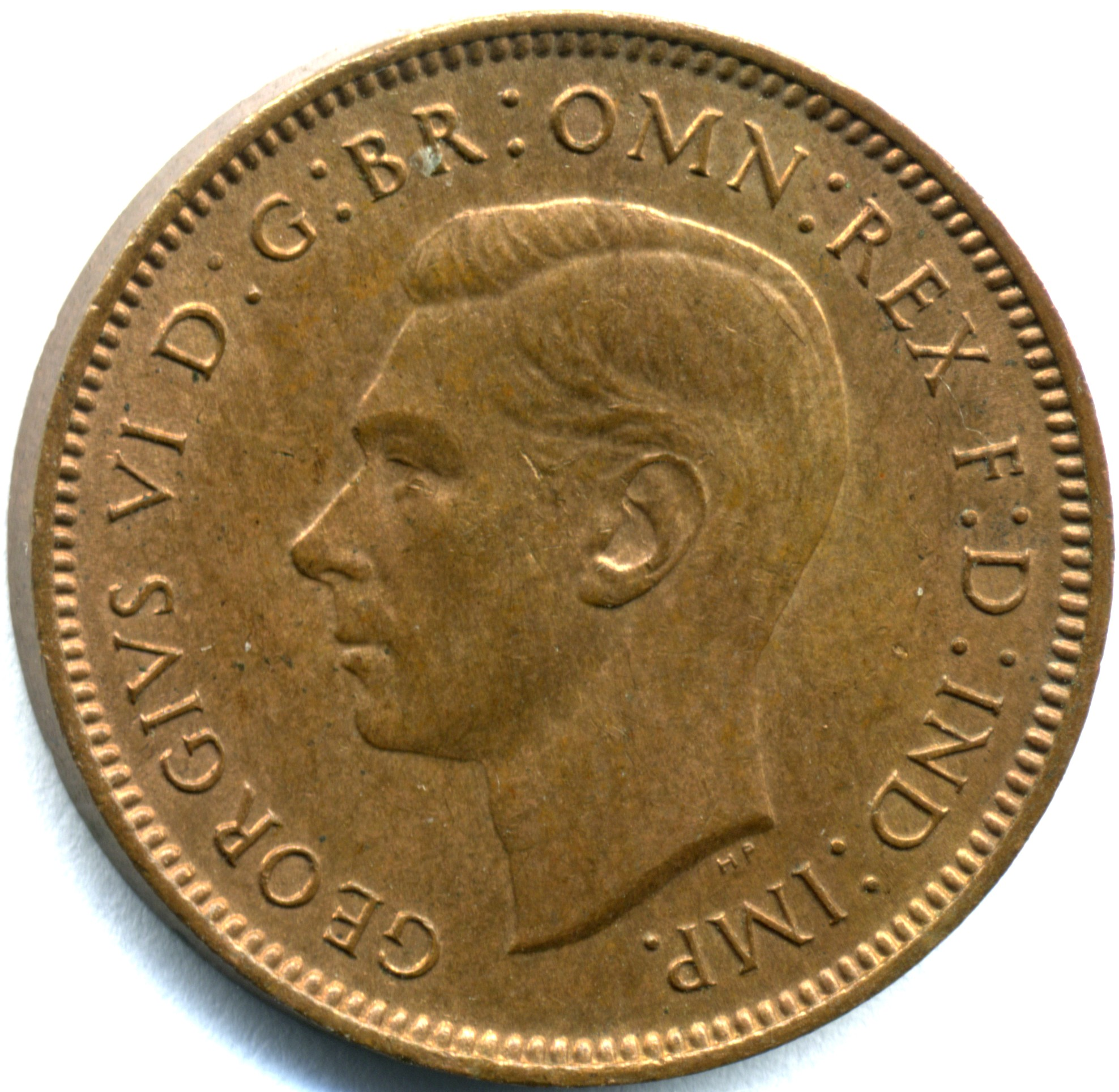
ジョージ6世
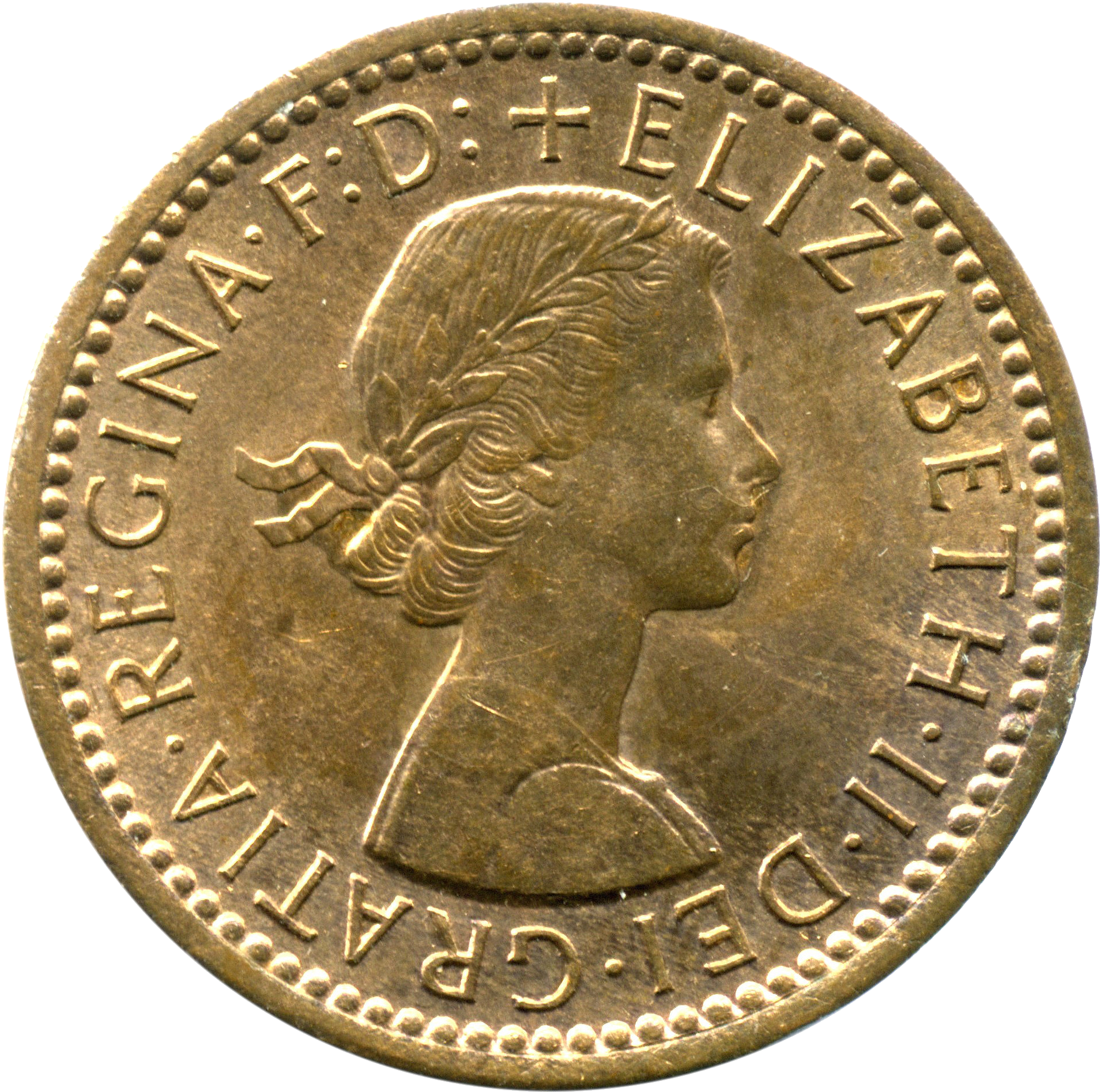
エリザベス2世